# Llamando a la Tierra
Llamando a la Tierra es el título de una canción de la banda española M-Clan.

## Descripción
El tema forma parte del tercer álbum de estudio de la banda Usar y tirar. Es uno de los mayores éxitos del grupo y se trata de una versión de la canción Serenade (1976) de la Steve Miller Band, si bien M-Clan ha reconocido que para la adaptación de la letra al castellano, se inspiraron más en Space Oddity, de David Bowie. Describe las sensaciones de miedo, soledad, tristeza y desamparo de un astronauta perdido y vagando sin rumbo por el espacio exterior.
Alcanzó el número 1 de la lista de Los 40 principales el 11 de marzo de 1999.